# Jupiter (Florida)
Jupiter è una città degli Stati Uniti, nella Contea di Palm Beach, in Florida.

## Società

### Evoluzione demografica
Secondo il censimento del 2000 aveva una popolazione di 38 397 abitanti, saliti a 50 028 nel 2006 secondo l'università della Florida e a 55 156 nel 2010.

### Lingue e dialetti
Nel 2000, i parlanti inglese come lingua madre ammontavano all'88,47% dei residenti, mentre lo spagnolo era al 7,17% e l'italiano all'1,66%  della popolazione.